# پسی مار
پسی مار یک ستاره است که در صورت فلکی مار قرار دارد.